# The King's Affection
The King's Affection, ou L'Affection du roi au Québec (연모) est un drama coréen en vingt épisodes de 65 minutes et diffusée du 11 octobre au 14 décembre 2021 sur KBS2.
Ailleurs dans le monde, elle est disponible en streaming sur Netflix.

## Synopsis
L'histoire se déroule pendant la dynastie Joseon, à une époque où les jumeaux étaient considérés comme un signe inquiétant. En conséquence, lorsque la princesse héritière consort donne naissance à des jumeaux, un ordre est transmis pour tuer la fille. Pour la sauver, elle est secrètement envoyée hors du palais.
Quelques années plus tard, le jeune prince héritier, Lee Hwi, est assassiné en se faisant passer pour sa sœur jumelle qu'il vient de retrouver sans le savoir. Pour cacher sa mort, la mère impose à sa fille cachée de prendre la place de son frère, et l'élève sous le nom de Lee Hwi, futur prince héritier. Elle grandit en cachant son identité de fille puis de femme. Elle tombe amoureuse de Jung Ji-woon, son ami d'enfance et premier amour, partagé, devenu son professeur.

## Rôles
Principaux
- Park Eun-bin : le prince héritier Lee Hwi[3]
  - Choi Myung-bin : le jeune Lee Hwi / Dam-yi[4]
- Rowoon : Jung Ji-woon[5]
  - Go Woo-rim : le jeune Jung Ji-woon[6]
- Nam Yoon-su : Lee Hyun, prince Jaeun, cousin de Lee Hwi[7].
  - Choi Ro-woon : le jeune Lee Hyun
- Choi Byung-chan : Kim Ga-on, garde du corps de Lee Hwi[8].
  - Ok Chan-yu : le jeune Kim Ga-on
- Bae Yoon-kyung : Shin So-eun, fille unique du ministre du Personnel[9].
- Jung Chae-yeon : Noh Ha-kyung, fille cadette du ministre des Affaires militaires[10].

Secondaires
- Yoon Je-moon : Han Ki-jae, Lord Sangheon, conseiller d'État et grand-père maternel de Lee Hwi. Un homme impitoyable qui envisage d'augmenter son pouvoir et de mettre son petit-fils sur le trône. Il a ordonné que la sœur jumelle de Lee Hwi soit tuée à la naissance.
- Bae Soo-bin : Jung Seok-jo, père de Ji Woon. C'est un inspecteur de la cour et un homme au cœur froid qui suit les ordres de Lord Sangheon sans état d'âme[11].
- Lee Pil-mo : le roi Hyejong, père de Lee Hwi[12].

Les gens autour de Lee Hwi
- Baek Hyeon-joo : la dame de cour Kim[13]
- Ko Kyu-pil : eunuque Hong[14]
  - Kim Gun : le jeune eunuque Hong
- Kim Jae-cheol : Yoon Hyeong-seol, garde du corps du roi Hyejong[15].

Les gens autour de Jung Ji-woon
- Park Eun-hye : Kim, mère de Ji Woon[16].
- Jang Se-hyun : Bang Jil-geum, travailleur à Samgaebang[17].
- Lee Soo-min : Bang Young-ji, travailleur à Samgaebang.
- Heo Jeong-min : garde du palais Koo/Gu

Famille royale
- Kim Taek : le prince Wonsan ; Le frère aîné de Lee Hyun et le cousin de Lee Hwi[18].
  - Kim Joon-ho : le jeune prince Wonsan
- Kim Seo-ha : le prince Changwoon, oncle de Lee Hwi[19].
- Lee Il-hwa : la reine douairière, grand-mère de Lee Hwi[20].
- Son Yeo-eun : reine, deuxième épouse de Hyejong, mère du Grand Prince Jehyeon et la belle-mère de Lee Hwi[14].
- Cha Sung-jae : le grand prince Jehyeon/Gyeom, demi-frère de Lee Hwi.

Cour royale
- Jung Jae-seong : Noh Hak-su, père de Noh Ha-kyung et ministre des Affaires militaires[21].
- Park Won-sang : Shin Young-soo, père de Shin So-eun et ministre du Personnel.
- Son Jong-hak : Lord Changchun, conseiller d'État et père de la reine.

Institut royal
- Kim In-kwon : Yang Moon-soo[22]
- Noh Sang-bo : Park Beom-du[23]
- Kim Min-seok : Choi Man-dal[24]

Autres
- Han Chae-ah : la princesse héritière Han, mère de Lee Hwi et fille de Lord Sangheon[25].
- Park Ki-woong : chef eunuque et envoyé de la dynastie Ming[26]
- Kim Do-won : jeune eunuque en chef
- Lee Seo-hwan : vice-ministre des Rites de la dynastie Ming
- Gong Jin-seo : Jan-yi, bonne de So-eun[27].
- Kim Eun-min : concubine née à Joseon de l'empereur Ming
- Yoon Seo-yeon : la jeune concubine
- Jo Sung-kyu : intendant du prince Changwoon [28]

## Production

### Tournage
Le tournage a été interrompu le 26 juillet 2021, car l'un des membres du personnel de production qui a participé au tournage du 24 juillet a été testé positif pour la Covid-19. Tous les membres de la distribution et le personnel de production ont ensuite été testés et se sont mis en quarantaine le même jour. Le 27 juillet, il a été annoncé que Park Eun-bin, Lee Pil-mo et Bae Soo-bin étaient testés négatifs pour la Covid-19,,. Le 28 juillet, il a été signalé que le résultat du test de Nam Yoon-su était également négatif. Le même jour, il a été annoncé que le tournage avait repris.
Le 6 août, il a été révélé que le tournage avait été annulé en raison d'un incendie qui s'était déclaré un jour plus tôt, à 21 h 10 KST, alors que l'équipe tournait dans le village folklorique coréen de Yongin, dans la province du Gyeonggi. L'incendie a été éteint par les pompiers en 20 minutes.